# Kornhaus (Zürich)
Das Kornhaus (später Kaufhaus) war ein 1616 bis 1619 erbautes und 1897 abgebrochenes Lagerhaus in Zürich. Das Reiterdenkmal des Bürgermeisters Hans Waldmann markiert seinen ehemaligen Standort am linken Ufer der Limmat, vor dem Fraumünster.

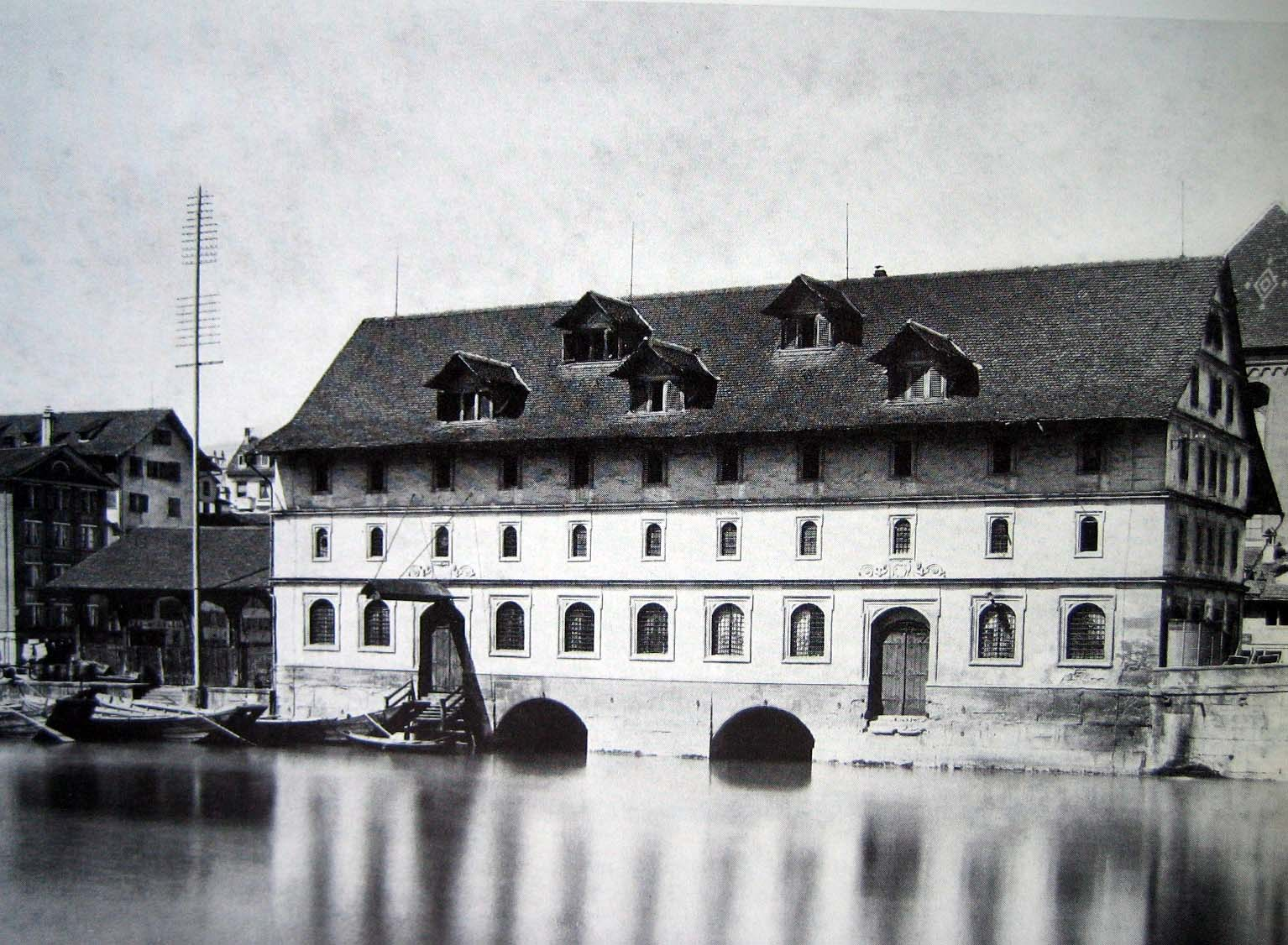
Kornhaus um 1897

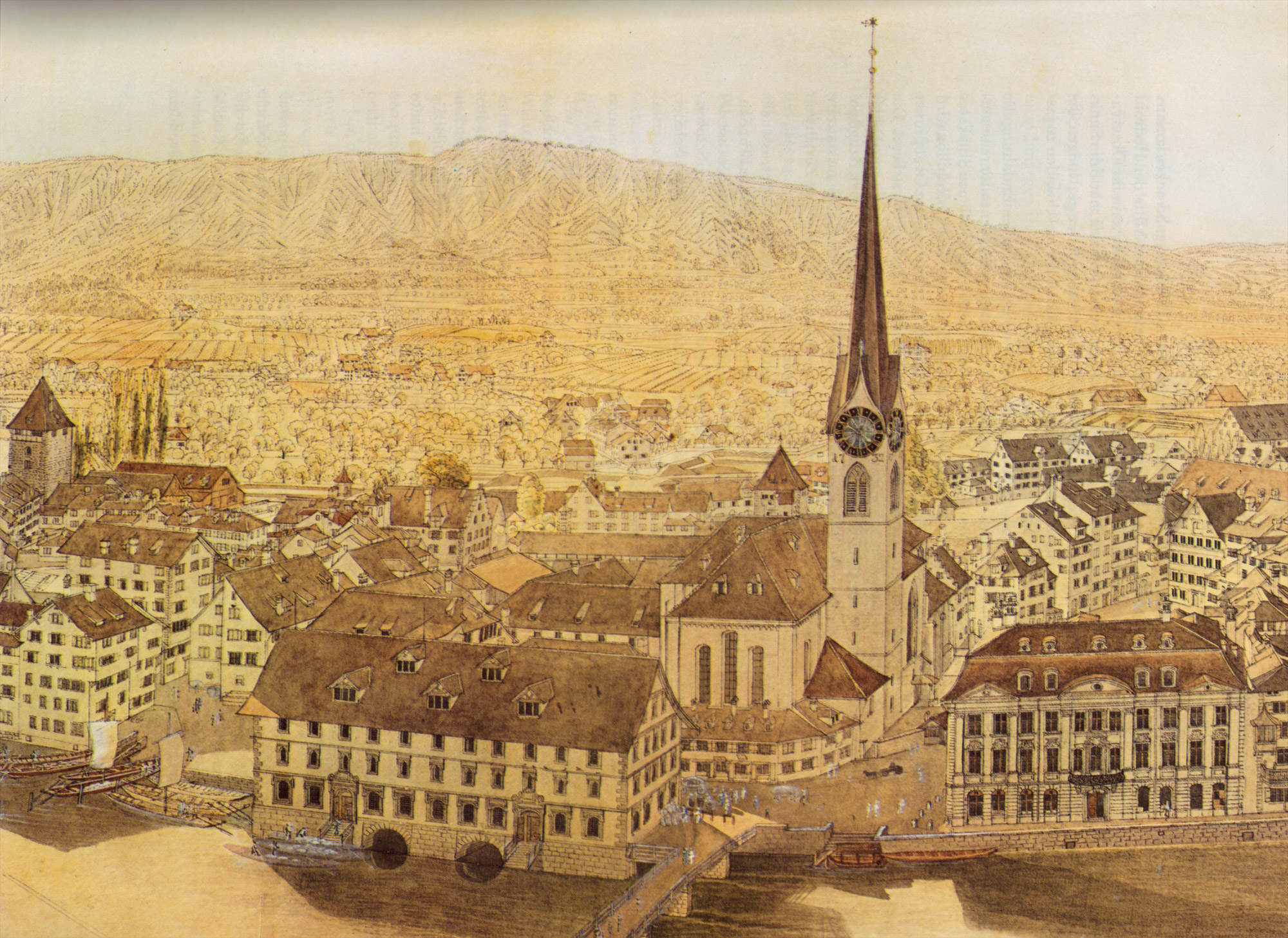
Das alte Kornhaus um 1757. Im Hintergrund der Fraumünsterkonvent, rechts das Zunfthaus zur Meisen.

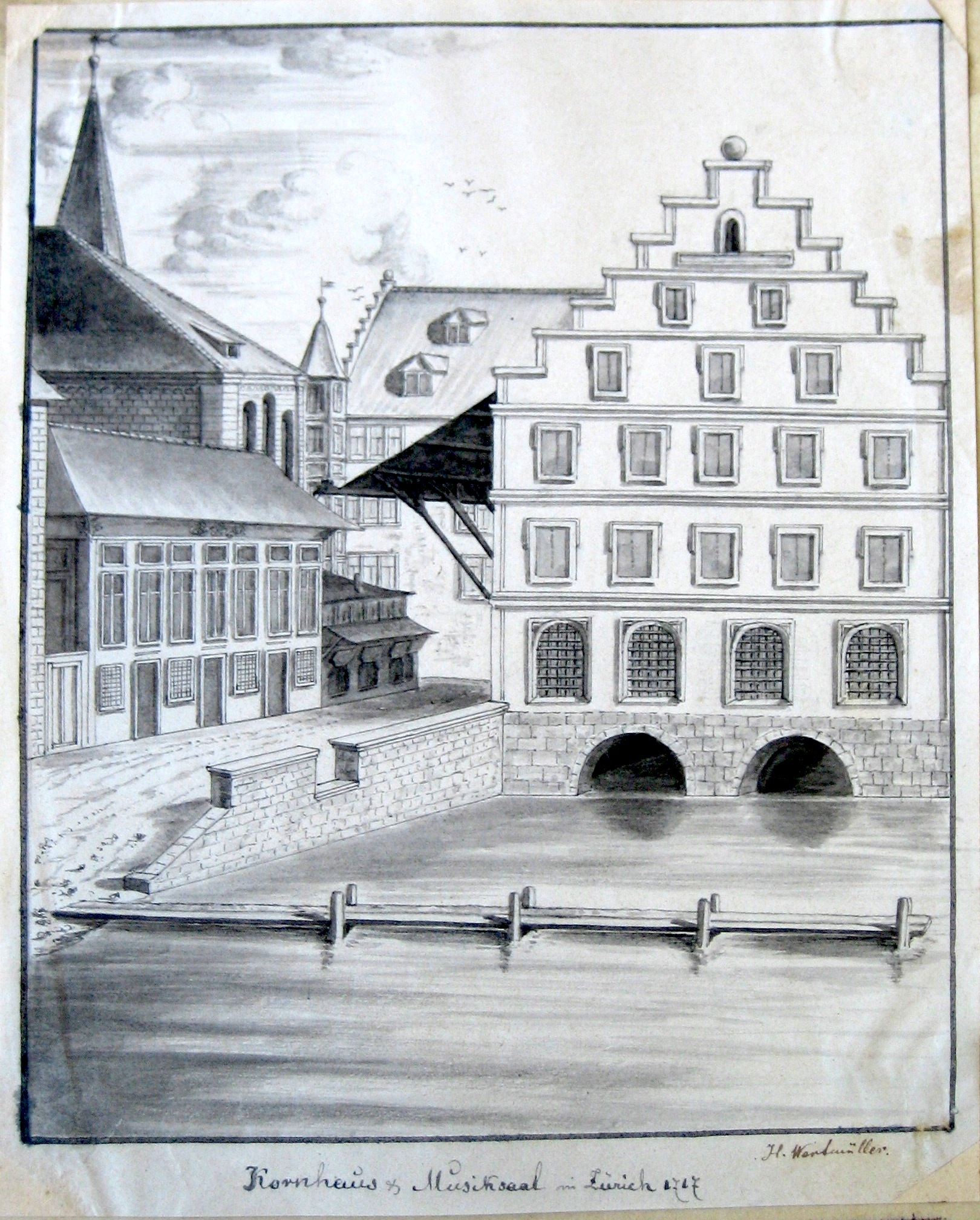
Kornhaus vor der Aufschüttung mit Stufengiebel, 1707. Links der Musiksaal

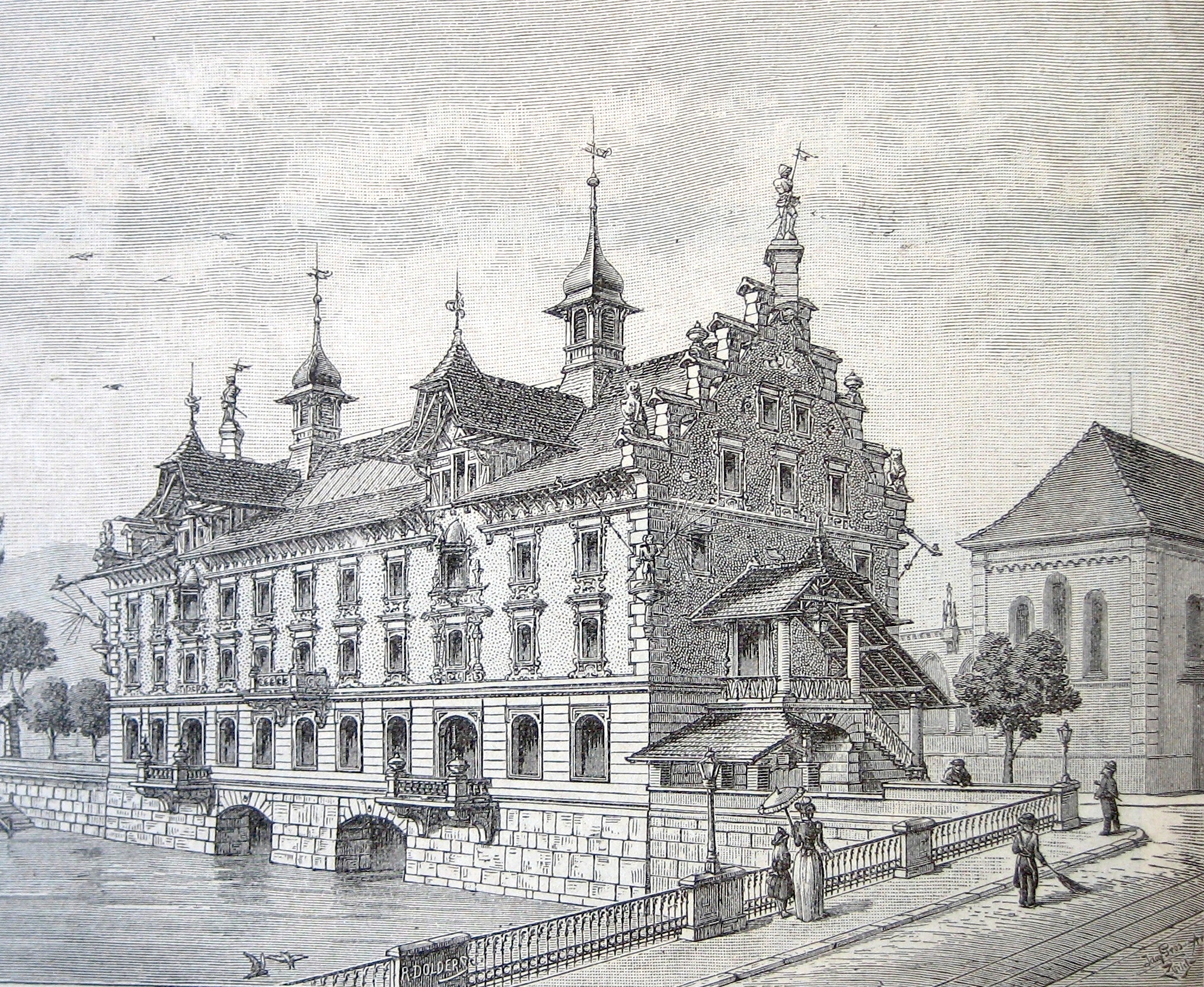
Nicht verwirklichtes Umbauprojekt von Jacques Gros

## Vorgeschichte
Wie in anderen Städten unterlag auch in Zürich der Kornhandel strengen Bedingungen. Alles in der Stadt eingeführte Getreide musste auf einem zentralen Markt im Kornhaus verkauft werden. Dieser Markt war für die städtischen Behörden eine wichtige Einnahmequelle: Der Verkäufer hatte für eingelagerte Waren eine Miete zu entrichten und musste von jedem Malter Getreide, das er verkaufte, eine Umsatzsteuer bezahlen.
Schon gegen Ende des 16. Jahrhunderts erwog man in Zürich, das bisherige, noch aus dem 14. Jahrhundert stammende und zu klein gewordene Kornhaus am Weinplatz zu verlegen, konnte sich jedoch nicht auf einen neuen Standort einigen. Erst nachdem am 3. November 1615 die «Niedere Brücke» (Rathausbrücke) unter einem schweren Kornfuhrwerk einstürzte und viele Leute ins Wasser fielen, wurden die Bemühungen verstärkt.

## Planung
Schon am 4. Dezember 1615 lag ein detailliertes Projekt für einen Neubau vor, und der Rat beschloss am 13. Dezember, rund 250 Meter limmataufwärts vor dem Fraumünster eine neue Kornhalle zu bauen. Der gewählte Standort war gut erschlossen: Ober- und unterhalb des geplanten Neubaus lag eine Anlegestelle für Schiffe, und der angrenzende Münsterplatz bot den Fuhrwerken mehr Raum als der bisherige Standort. Der Auftrag erging an den städtischen Baumeister Felix Peyer, der zusammen mit Zimmermeister Hans Horner und dem «steinernen Werkmeister» Ulrich Schwyzer den Bau plante und erstellte. Das Gebäude sollte 136 Schuh (41 Meter) lang, 36 Schuh (12 Meter) breit, 28 Schuh (8,5 Meter) hoch und auf zweyen bögen in die Limmat hinaus gebaut werden.

## Bau
Die Arbeit vor Ort wurde im Januar 1616 mit dem Bau der Wasserstuben und dem Anlegen des Fundaments begonnen. In den ersten drei Wochen wurden mit bis zu 45 Taglöhnern Wasserstuben (Wassersammelbecken) geschlagen und geschöpft, gleichzeitig waren die Steinmetzen an der Arbeit. Am 25. April 1617 wurden die Bogen der Wasserdurchläufe fertiggestellt, und im Juni 1618 war das Erdgeschoss gepflästert. Im August und Oktober gleichen Jahres wurden der erste und der zweite Boden eingezogen. Die Aufrichtefeier fand am 12. Dezember 1618 statt. 1619 ging das Baumeisteramt von Peyer an Hans Heinrich Müller, der den Bau noch im gleichen Jahr beendete. Am 24. August 1620 wurde die Rechnung abgenommen: Sie belief sich auf 29'588 Pfund, 12 Schilling und 2 Heller.

## Gebäude
In einer zeitgenössischen Beschreibung hiess es: «Das neue Gebäude war ein Prachtsbau am rechten Ort, ebenso schön wie in seiner äusseren Ausstattung, seinen Wimpergen und Fähnchen und seinen bedeutsamen Inschriften, als zweckmässig geordnet in seiner innern Einrichtung.»
Das Erdgeschoss war für den Verkauf von Getreide vorgesehen, der Boden darüber für einen Kornspeicher. Einzelne Abteile konnten auch gemietet werden. Unter dem Gebäude führten in Flussrichtung zwei durch eine Mauer getrennte Wasserläufe durch, die mit Schiffen befahren werden konnten. Von diesem Kanalsystem aus konnte die Waren wohl durch Aufzugsvorrichtungen direkt in das Gebäude verladen werden. Zur Limmat öffnete sich der äussere Wasserlauf mit zwei Rundbogen, die heute noch sichtbar sind. Die südlichen Zugänge wurden 1841 bei der Quaiaufschüttung zugemauert, die nördlichen sind erhalten und wurden 1838 mit dem ersten Joch der Münsterbrücke verbunden.
Von der Limmatseite her zeigte sich das neue Kornhaus als imposantes dreistöckiges Gebäude im Renaissancestil über den aus Quadern aufgebauten Gewölben. Das Satteldach war ursprünglich von Treppengiebeln begrenzt. Auch auf Schmuck wurde beim Zweckbau nicht verzichtet: Die Geschosse waren von profilierten Simsen getrennt und alle Fenster von Profilrahmen und bis zum frühen 18. Jahrhundert mit gemalten Ornamenten umgeben. Der grosse Aufwand für die Bemalung lässt sich aus den Malerrechnungen ablesen.
Über den drei Haupteingängen an der Landseite nannten zwei Tafeln die Namen der Behördenmitglieder, unter deren Leitung das Haus gebaut wurde. Eine dritte Tafel erinnerte an das 5. Buch Mose, Dtn 28,12 , an den Segen, der sich über die Gottesfürchtigen ergiessen würde. Über dem mittleren Portal stand in einem geschwungenen Spruchband die Inschrift: FELIX PEYER DER ZIT BAVMEISTER 1618.
Gegen die Limmat konnten die Warenschiffe durch zwei Portale und über eine Treppe beladen werden. Seit den 1690er Jahren werden die seestegen beim Cornhaus erwähnt, die mit Vorrichtungen zur Beförderung der Lasten von den Schiffen ins Kornhaus ausgestattet waren. Auf der Landseite erfolgte die Beladung der Wagen durch drei Eingänge. Hier war der Warenverkehr derart bedeutend, dass 1668 an der Westseite gegen das Fraumünster zum Schutz der Waren ein mächtiges Vordach gebaut wurde.
Mit dem monumentalen Steinbau wurde der wachsenden Bedeutung der Obrigkeit als Kontrollinstanz ein wichtiges Zeichen gesetzt. In den ersten Jahrzehnten des 17. Jahrhunderts war das Kornhaus das einzige behördliche Bauunternehmen.

## Kaufhaus

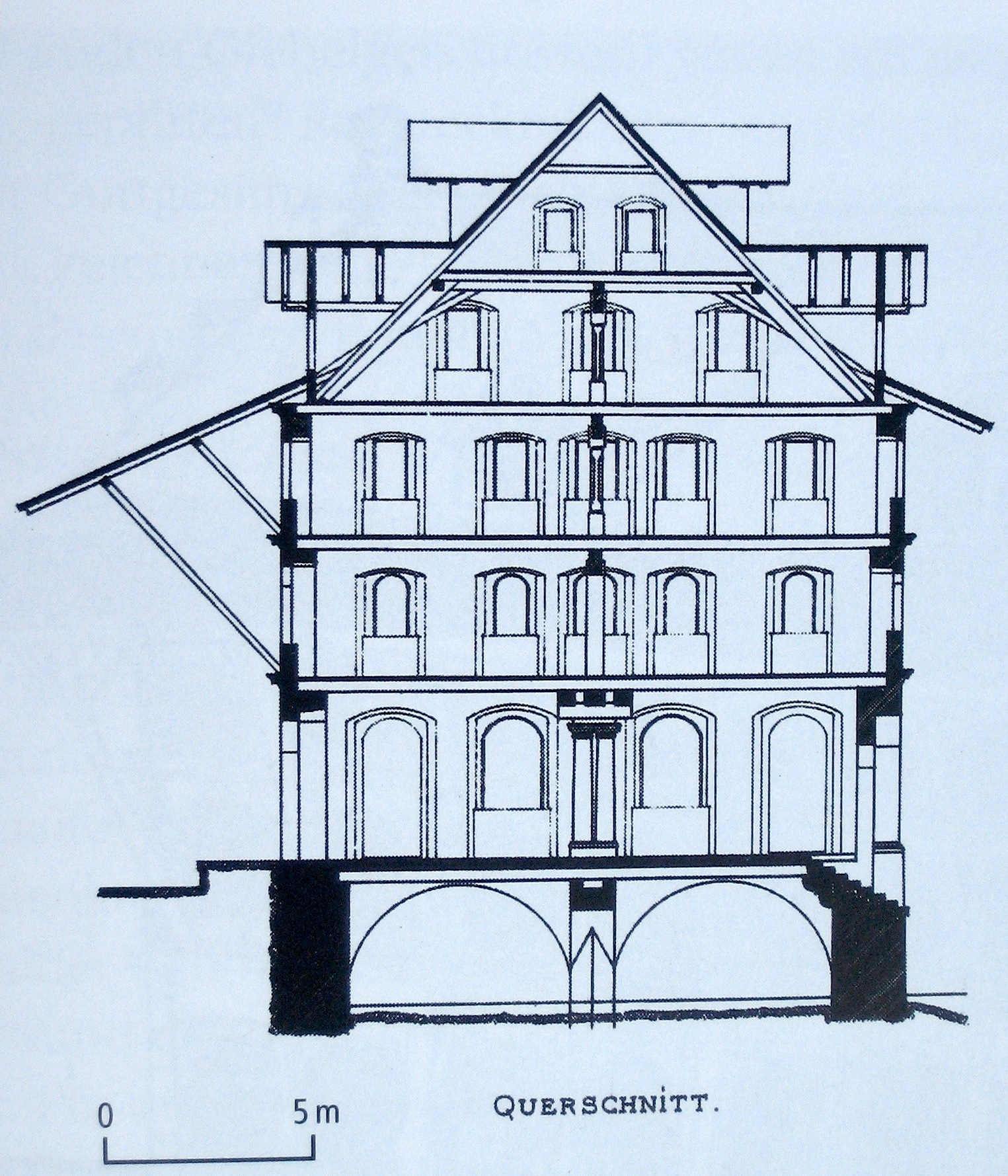
Querschnitt 1891

Bereits 1783 beschloss der Rat im Rahmen einer Neuorganisation des Kaufmännischen Betriebes, das Kornhaus an das «Kohletor» beim Bahnhof Stadelhofen zu verlegen und das Gebäude zum Kaufhaus umzuwandeln, zog den Beschluss 1789 aber wieder zurück. Auch eine geplante Platzvergrösserung nach Westen hin wurde nicht realisiert.
In den 1830er Jahren verlangten die ungenügenden Platzverhältnisse im Kaufhaus beim Hottingerturm eine Lösung und man beschloss am 21. November 1839, das Kaufhaus in das Kornhaus beim Fraumünster zu verlegen und beim Bellevue auf dem heutigen Sechseläutenplatz ein neues Kornhaus zu bauen. Dort war einerseits der Seezugang gewährleistet, und die freiere Lage ermöglichte den Fuhrwerken eine bequemere Zufahrt. Das neue Kornhaus wurde 1838/39 von Alois Negrelli erstellt und nahm am 8. Mai 1840 seinen Betrieb auf. 1867 wurde es zu einer Tonhalle umgebaut und 1896 abgebrochen.

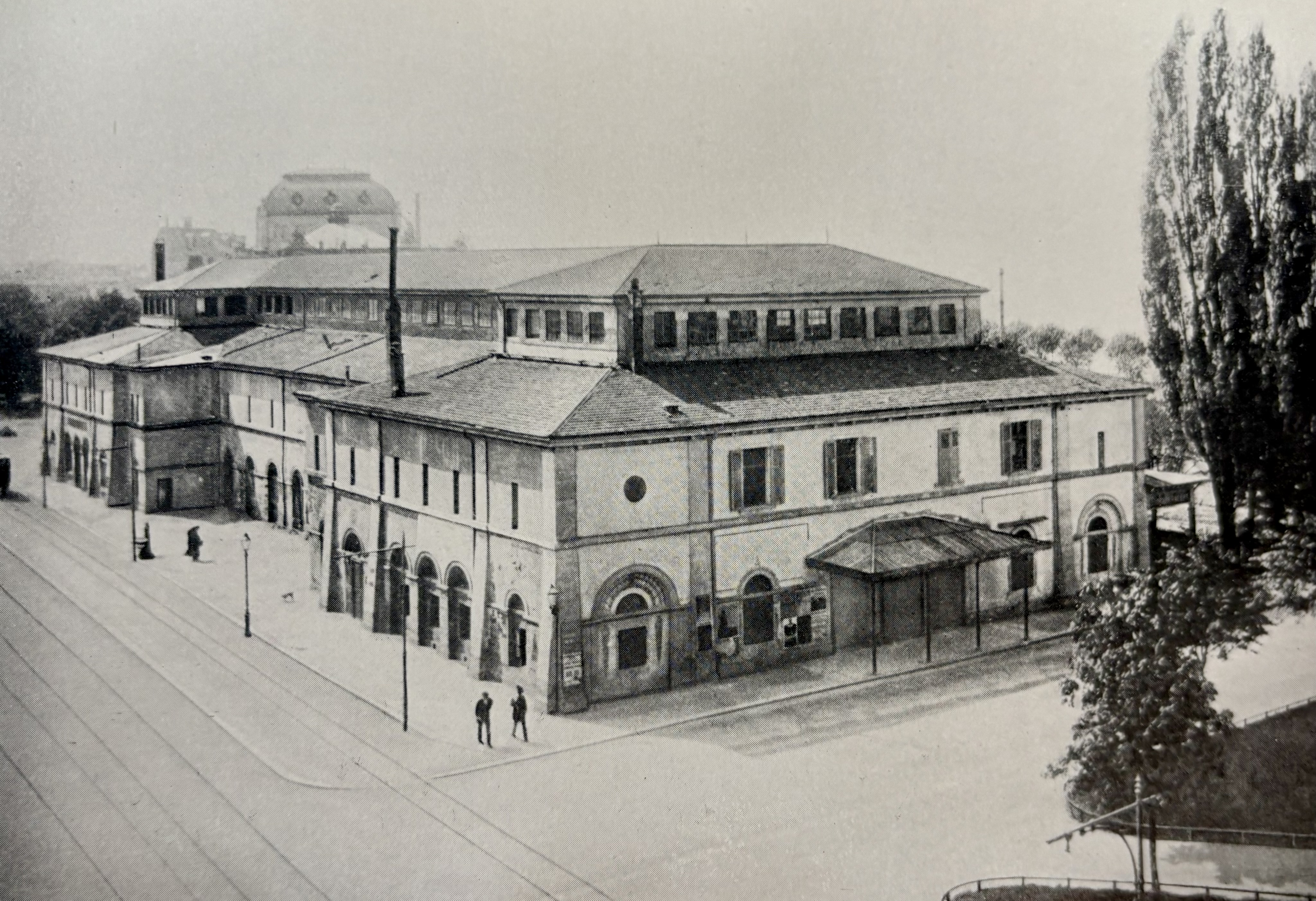
Tonhalle vor dem Stadttheater am Bellevue (1895)

Das Kaufhaus, wie man das Kornhaus nun nannte, wurde baulich kaum verändert; so wurden an den Schmalseiten zwei Hochfenster zu Türen umgebaut. Durch die erfolgten Aufschüttungen des Quais und die neue Brücke gewann der Warenumsatz an Land an Bedeutung. Noch 1850 wurde an der südlichen Schmalseite eine hölzerne Lagerhalle angebaut, aber durch die Eröffnung der Spanisch-Brötli-Bahn und das Wegfallen der Binnenzölle durch das neue Zollgesetz von 1850 wurde dem Kaufhausbetrieb langfristig die Grundlage entzogen.
1859 wurde die Kaufhausverwaltung aufgehoben. 1891 verpflichtete sich der Stadtrat, das inzwischen an die Nordostbahn vermietete Gebäude auf den Zeitpunkt der Vollendung der neuen Fraumünsterpost abzubrechen. 1872 wurde das Kaufhaus wegen eines bevorstehenden Schützenfestes noch einmal aussen renoviert. Ein für 1892 vorgesehenes Umbauprojekt wurde nicht mehr verwirklicht, und das Gebäude begann zu verlottern.

## Das «neue Kornhaus» als «alte Tonhalle» 1867 bis 1895
Seit Richard Wagner 1849 bis 1858 in Zürich gewirkt hatte, wünschte sich das musikliebende Publikum einen grossen Konzertsaal. Das leer stehende «neue Kornhaus» bot sich an und wurde dafür 1867 umgebaut. Erstellt wurde ein Podium für 700 Musiker und Sänger und Plätze für bis zu 3600 Zuhörern: Es war die Zeit der grossen Gesangs- und Schützenfeste. Das Haus hatte einen eigenen Landesteg für die Besucher aus den Seegemeinden, die mit dem Dampfschiff ankamen.
Eröffnet wurde dieses, später «alte Tonhalle» genannte, Konzerthaus mit dem 30. Schweizerischen Musikfest 1867. Im folgenden Jahr 1868 wurde die Tonhalle-Gesellschaft gegründet, die mietweise von der Stadt die Lokalitäten übernahm sowie das Orchester des bisherigen Orchestervereins. 1872 wurde in den Konzertsaal die erste Orgel eingebaut, finanziert durch private Gönner sowie durch Benefiz-Aufführungen der Chöre und des Orchesters. 1869 wurde hier zum ersten Mal in Zürich das «Deutsche Requiem» von Johannes Brahms aufgeführt, unter dem Dirigenten Friedrich Hegar mit dem Gemischten Chor Zürich, 1881 die Uraufführung seines Werkes «Nänie». Auch die «Matthäus-Passion» von J. S. Bach erhielt hier 1872 ihre Zürcher Erstaufführung.
Nach dem Bau der «neuen» Tonhalle am Alpenquai (heute General Guisan-Quai) erklang dort zur Eröffnung 1895 das «Triumphlied» von Johannes Brahms unter seiner Leitung, und als zweites Konzert die 9. Sinfonie von Ludwig van Beethoven unter Friedrich Hegar, beide mit dem Gemischten Chor Zürich. Nach dem Bezug der neuen Tonhalle am Alpenquai wurde das Kaufhaus 1896 abgebrochen.

## Der Abbruch
Im Zusammenhang mit dem Abbruch des Kratzquartiers wurde 1891 auch der Abbruch des alten Kornhauses beim Fraumünster beschlossen. Trotz zahlreicher Proteste aus der Bevölkerung, die das Haus aus städtebaulichen Gründen als Gegenstück zum Rathaus auf der gegenüberliegenden Limmatseite erhalten wollte, siegten die «Fortschrittlichen», denen der freie Blick auf die neue Fraumünsterpost und die Aufwertung des Zunfthauses «zur Meise» wichtiger war.
Auch der Vorschlag der Kunstgesellschaft, das Kornhaus in ein Kunstmuseum umzuwandeln, fand keine ausreichend breite Zustimmung bei den Entscheidungsträgern, die die Modernisierung der Stadt Zürich vorantreiben wollten. 1897 wurde das Kornhaus niedergerissen, was die «Festtagszeitung» zur bedauernden Feststellung bewog: «Ja, es fallen hier, zu Neu-Zürichs Zier, Häuser-Opfer unerhört.»
Als einzige Zeugen des alten Kornhauses sind die zwei Bogen erhalten geblieben.

## Ein Opfer des Historismus
Das Kornhaus war eines der zahlreichen Gebäude, die zum Ende des 19. Jahrhunderts dem Ausbau Zürichs zur Grossstadt zum Opfer fielen. Man wollte die Altstadt sanieren, was gleichbedeutend war mit abreissen und nach dem Geschmack des Historismus wieder aufbauen. Das Kratzquartier zwischen Paradeplatz und Zürichsee musste trotz Widerstand beim Bau der Bahnhofstrasse als erstes weichen; mit ihm auch die Gebäude des Fraumünsterklosters. Gleichzeitig mit der Modernisierung Zürichs entstand aber auch die Sehnsucht nach der «guten alten Zeit», der die bürgerlichen Familien der Stadt mit der Einrichtung des Sechseläutens ein Denkmal setzten, als populäre Gegenbewegung zu den Plänen der «Fortschrittlichen».

## Galerie

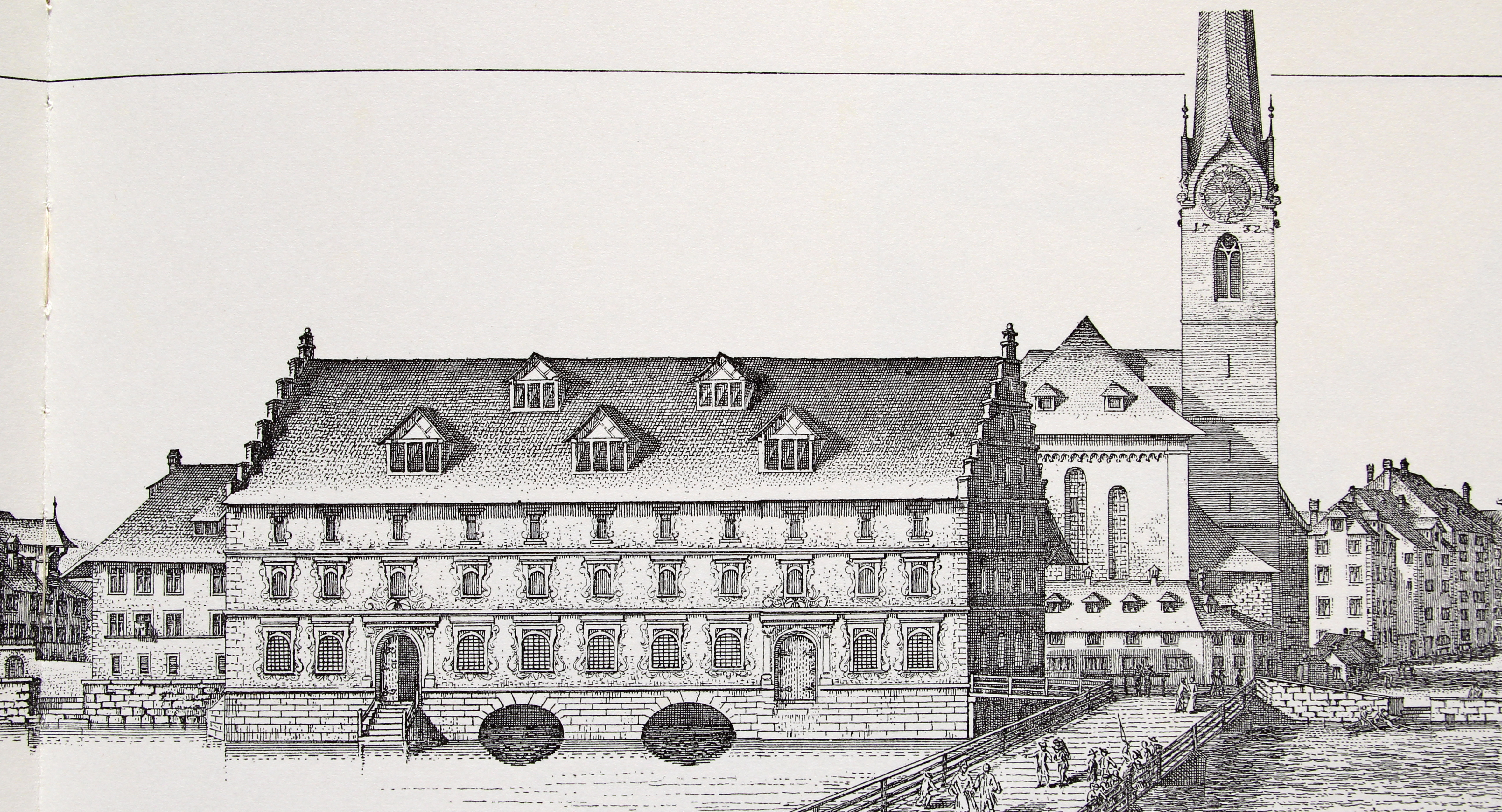
Kornhaus 1770, Stich von Bullinger
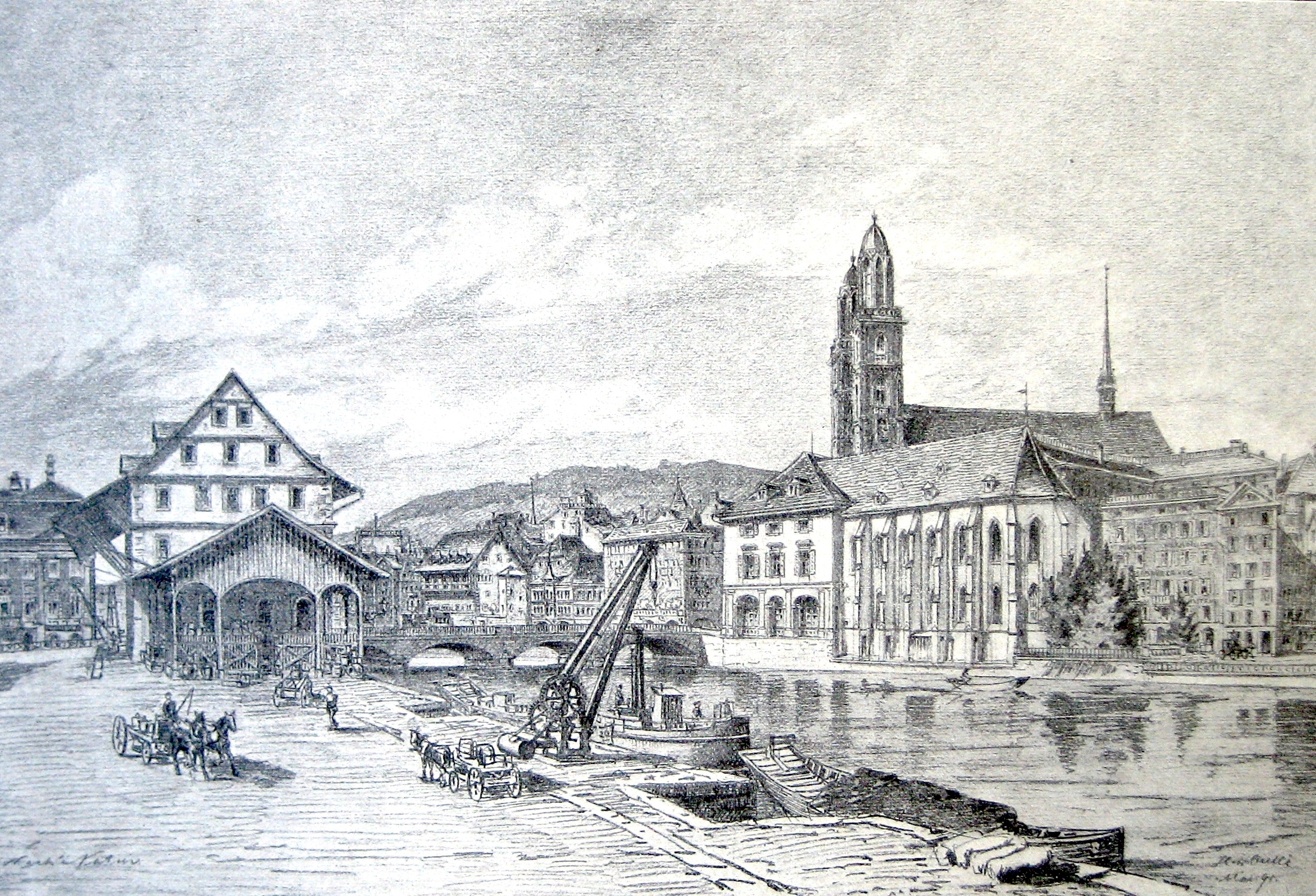
Kornhaus 1891
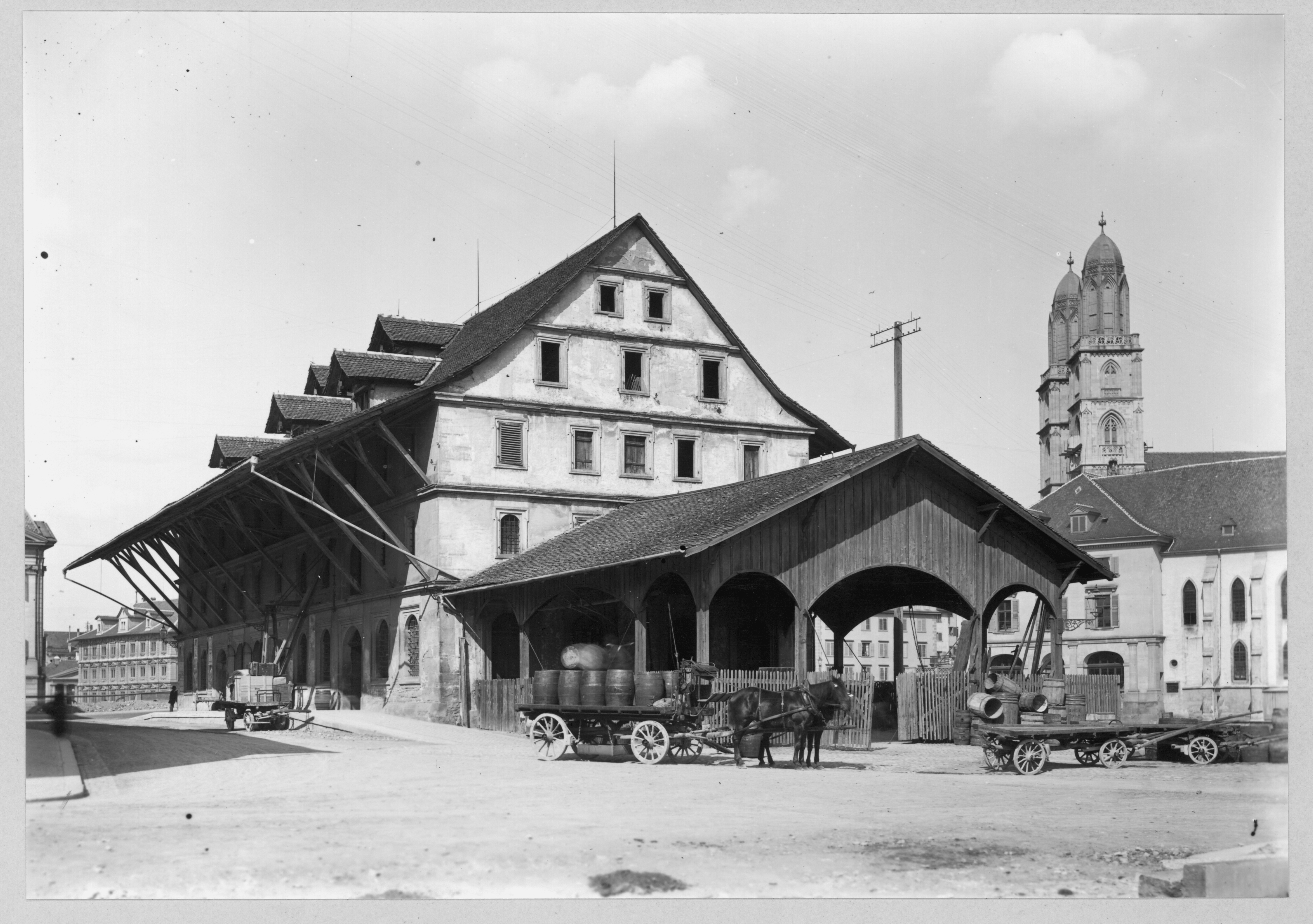
Kornhaus um 1895
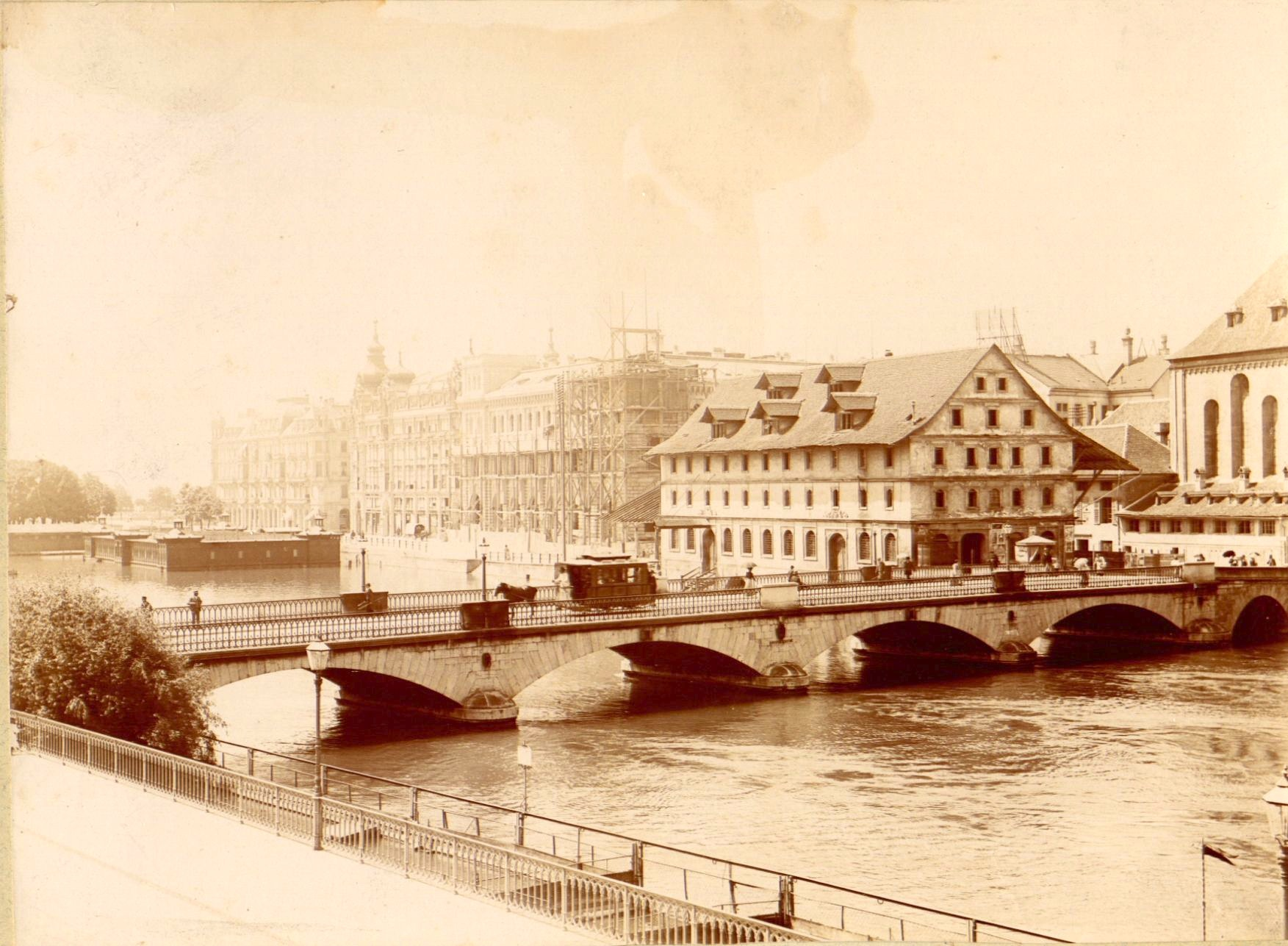
Münsterbrücke und Kaufhaus, um 1896
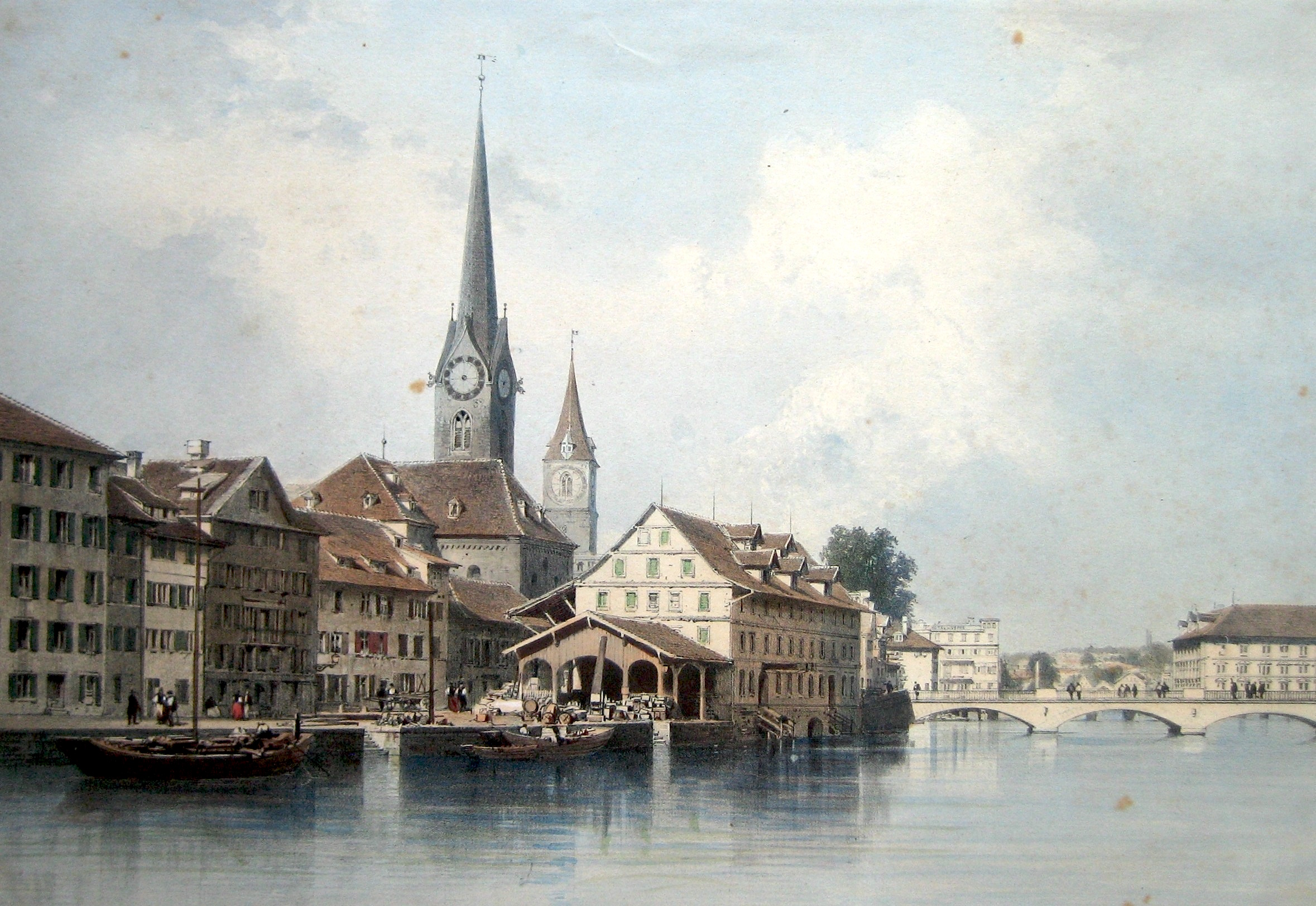
Das Kornhaus mit Fraumünster und Peterskirche
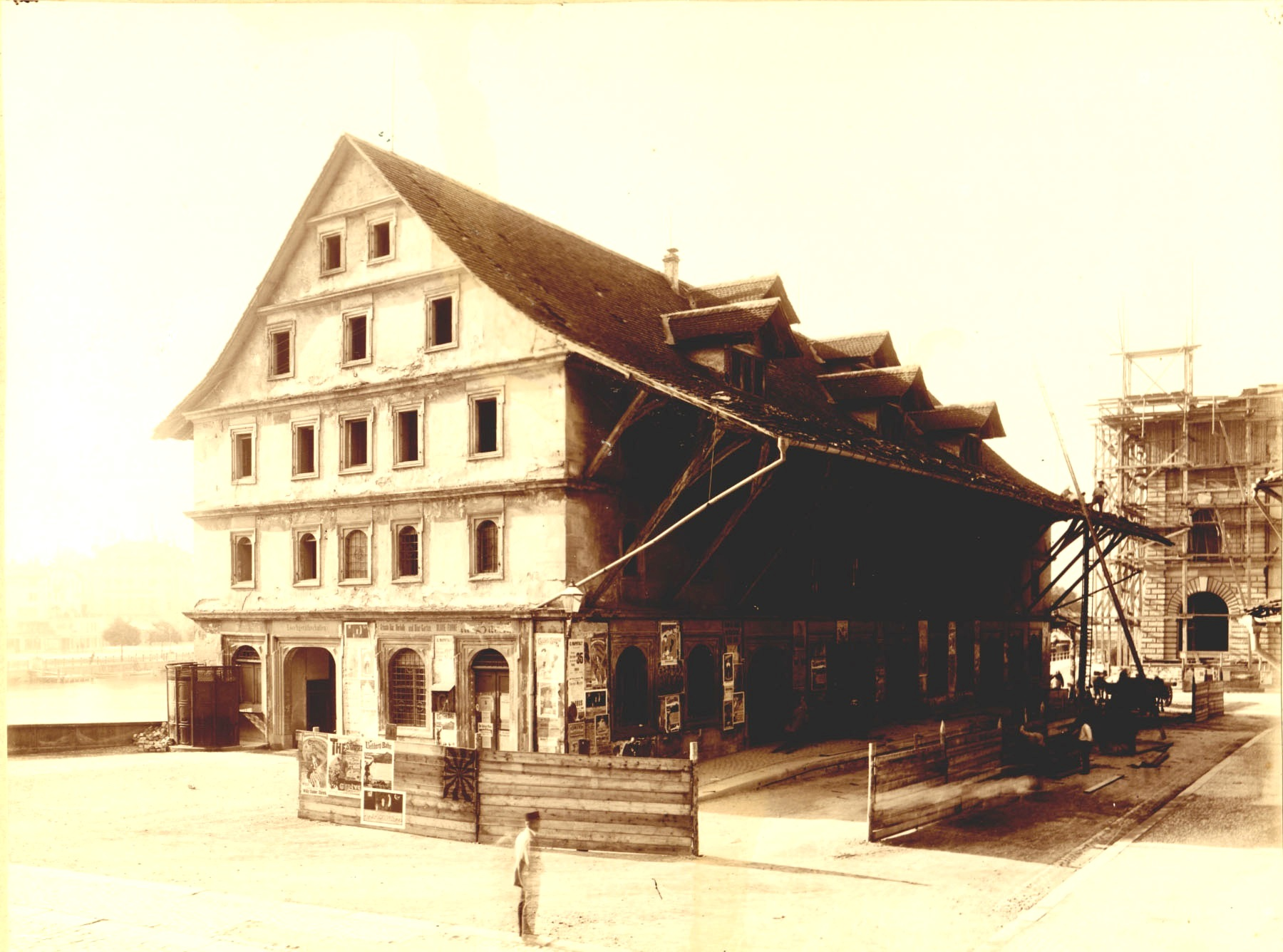
Der Abbruch steht unmittelbar bevor